# BODY (テレビ番組)
『BODY』は、2005年4月3日（4日未明）から2006年6月25日（26日未明）まで、TBSで日曜深夜（月曜未明）0:50～1:20に放送されたスポーツエンターテイメント番組である。製作はMonster9、TBS。本番組終了後は同様の趣旨の番組として『サスケマニア』が放送された。

## 放送内容
番組内で設定の「BODY社」で、社長役の石川亜沙美の下、4人の社員役の女性が、実際に取材記者として体力自慢の男性の調査・取材を行う。そして、その男性に『SASUKE』など同局のスポーツエンターテイメント番組への出場を交渉するなどのサポートを行った。2006年4月から、番組より『SASUKE』と『KUNOICHI』への出場者を1名ずつ輩出するためのツアーオーディション企画、エントリーバスツアーを開催した。

### KUNOICHI2006秋出場権獲得バスツアー
（合計1人出場）
- 杉田純奈（1st･飛翔柱 リタイア）（ゼッケン65?）。

### SASUKE2006秋出場権獲得バスツアー
（合計1人出場）
- 福島勇輝（1st･クロスブリッジ リタイア）（ゼッケン17）。

## 出演者
- 石川亜沙美
- 田中雅美（スポーツコメンテーター、元・水泳選手）
- 岩根あゆ子（2006年5月、浅倉あゆ子から改名）
- 広澤草
- 川田亜子（当時、TBSアナウンサー）

## スタッフ
- ナレーション：堀井美香（TBSアナウンサー）

## 取材を受けた選手・有名人など
- なかやまきんに君
- 宮﨑大輔
- 青木宣親